# Le Peintre John Lewis Brown avec sa femme et sa fille
Le Peintre John Lewis Brown avec sa femme et sa fille est une peinture à l'huile sur toile  (120 × 145 cm) du peintre italien Giovanni Boldini. Daté de 1890, elle  est conservée au musée Calouste-Gulbenkian à Lisbonne au Portugal.

## Histoire
Ce triple portrait est remarqué par le public et la critique lors du Salon des artistes français de 1890, quelques mois avant la mort de John-Lewis Brown, représenté au centre, entouré de sa femme et de sa fille. Brown est un peintre et graveur bordelais issu d'une vieille famille écossaise, connu pour ses scènes de bataille et ses tableaux de chiens et de chevaux.

## Description
Tout porte à croire à première vue qu'il s'agit d'une scène d'extérieur. Les figures réjouies, les manteaux, les chapeaux sont saisis en mouvement et décalés les uns par rapport aux autres, donnant l'impression d'être stoppés en pleine promenade. Le personnage central, gouailleur, semble interpeler le peintre, comme s'il le croisait en pleine rue. Cependant, la moulure à gauche indique que la scène se passe en réalité à l'intérieur, sans doute dans l'atelier de Boldini.

## Analyse
Le tableau surprend par sa sobriété chromatique, dans les tonalités brunes et noires, desquelles ressortent quelques points lumineux qui attirent le regard : les visages, le ruban de la Légion d'honneur sur le revers de la veste de Brown et la tache blanche sous le bras du peintre, dans doute un journal froissé. Brossé en quelques coups de pinceau en zigzag, ce petit morceau de peinture frappe par son caractère ébauché au milieu de la toile.